# Brion James
Brion Howard James (Redlands, Californië, 20 februari 1945 – Malibu, 7 augustus 1999) was een Amerikaanse film- en televisieacteur.

## Biografie
Na zijn studie aan de San Diego State University volgde hij samen met jeugdvriend Tim Thomerson acteerlessen bij de befaamde school van Stella Adler in New York. Midden jaren 70 debuteerde hij op het witte doek. Regisseur Walter Hill vroeg hem geregeld voor zijn films. Zo speelde hij in Hills films Southern Comfort, 48 Hrs., Red Heat en Another 48 Hrs. Daarnaast speelde hij gastrollen in talloze televisieseries, zoals The Incredible Hulk, The A-Team, The Dukes of Hazzard en Sledge Hammer!.
Gedurende zijn carrière gebruikte James geregeld drugs. Nadat hij in 1985 in de film Crimewave van Sam Raimi had gespeeld en tijdens de opnamen constant onder invloed was geweest besloot hij af te kicken. Later gebruikte hij zijn ervaringen met afkicken om verslaafden te steunen in hun gevecht tegen drugs.
James groeide in de loop der tijd uit tot een cultacteur met een groot aantal fans. Met zijn karakteristieke uiterlijk was hij vooral te zien als slechterik. Hij is bij het grote publiek vooral bekend geworden door zijn vertolking van de androïde Leon Kowalski in de film Blade Runner van regisseur Ridley Scott. Hij speelde in 1989 de rol van Meatcleaver Max Jenke in de film The Horror Show en heeft in interviews verklaard dat dat zijn favoriete rol was. Na zijn optreden in de film The Player (1992) van Robert Altman sprak hij de hoop uit met die film gevarieerdere rollen te kunnen krijgen. Een van zijn laatste opvallende rollen was die van generaal Munro in The Fifth Element uit 1997. Een bijrol met een eerder komisch element.
James stond bekend om zijn grote productiviteit. Hij weigerde praktisch nooit rollen, hoe groot of klein ze ook waren. Daarover zei hij ooit: 'there aren't any small roles, only small paychecks.' ('Er zijn geen kleine rollen, enkel kleine looncheques') Zijn ijver werd treffend gekenschetst door zijn uitspraak 'work begets work.' ('Werk brengt werk voort')
Hij overleed aan een hartaanval in 1999, 54 jaar oud. Zijn oeuvre bestaat uit meer dan 150 film- en televisierollen.

## Trivia
- In enkele van zijn film- en televisierollen staat zijn naam foutief op de titels vermeld als 'Brian James'.